# Terricciola
Terricciola là một đô thị ở tỉnh Pisa trong vùng Toscana thuộc Ý, có cự ly khoảng 50 km về phía tây nam của Florence và khoảng 30 km về phía đông nam của Pisa. Tại thời điểm ngày 31 tháng 12 năm 2004, đô thị này có dân số 4.099 người và diện tích là 43,4 km².
Terricciola giáp các đô thị: Capannoli, Casciana Terme, Chianni, Lajatico, Lari, Peccioli.